# Glyphodes pyloalis
Glyphodes pyloalis is een vlinder uit de familie van de grasmotten (Crambidae), uit de onderfamilie van de Spilomelinae. De wetenschappelijke naam van deze soort is voor het eerst voorgesteld door Francis Walker in een publicatie uit 1859.

## Verspreiding
De soort komt voor in het Palearctisch gebied (Iran, China, Japan), het Oriëntaals gebied (India, Sri Lanka, Taiwan, Thailand, Indonesië), het Afrotropisch gebied (Liberia, Equatoriaal Guinee, Congo-Kinshasa, Mozambique) en het Nearctisch gebied (de Verenigde Staten).

## Waardplanten
De rups leeft op Morus alba (Moraceae).